# Учително евангелие
Учителното евангелие е най-значимото произведение на Константин Преславски, сред върховите постижения от Златния век на българската литература.
Написано е през 893 – 894 г. Състои се от няколко части: „Азбучна молитва“, „Църковно сказание“, „Историкии“ и др.
След кратката „Азбучна молитва“ главно място заемат беседите за църковните празници, подредени по календара. Съгласно с църковната традиция на всеки ден съответства определен текст от Евангелието. Беседите са съчинени в общодостъпна форма. Състоят от 3 части.
Встъплението и заключението са оригинални произведения на Константин Преславски, докато средната част – изложението, е превод от проповеди на Йоан Златоуст и Кирил Александрийски. Изключение прави оригиналната 42-ра беседа.
Третата част „Църковно сказание“ е ръководство за извършване на литургията и е превод от гръцки на произведението на патриарх Герман.
„Историкиите“ са последната част, която съдържа общи исторически сведения, подредени хронологично от сътворението на света до 894 г. Съставени са по византийски образец, но Константин Преславски своеобразно предава съдържанието на ползваните от него различни извори.